# ديف كونز
ديف كونز (بالإنجليزية: Dave Cowens) مواليد 25 أكتوبر 1948 في نيوبورت، هو لاعب كرة سلة أمريكي سابق أصبح مدرباً. يبلغ طوله 6 قدم 9 بوصة (2.1 م).

## فرق لعب لها
- بوسطن سيلتكس
- ميلووكي باكز

## روابط خارجية
- ديف كونز على موقع إن بي أي (الإنجليزية)
- ديف كونز على موقع سبورتس رفرنس (الإنجليزية)
- ديف كونز على موقع كلية كرة السلة في سبورتس رفرنس.كوم (الإنجليزية)
- ديف كونز على موقع ريلجم (الإنجليزية)
- ديف كونز على موقع بروبوليرز (الإنجليزية)
- ديف كونز على موقع قاعة المشاهير الجامعة الوطنية لكرة السلة (الإنجليزية)
- ديف كونز على موقع سبورتس رفرنس (الإنجليزية)
- ديف كونز على موقع سبورتس رفرنس (الإنجليزية)
- ديف كونز على موقع قاعة فلوريدا للمشاهير الرياضية (الإنجليزية)